# Bektāshābād
Bektāshābād (persiska: بکتاش آباد) är en ort i Iran.   Den ligger i provinsen Kermanshah, i den nordvästra delen av landet, 400 km väster om huvudstaden Teheran. Bektāshābād ligger 1 325 meter över havet och antalet invånare är 220.
Terrängen runt Bektāshābād är varierad.Runt Bektāshābād är det ganska tätbefolkat, med 185 invånare per kvadratkilometer. Närmaste större samhälle är Kāmyārān, 19,4 km norr om Bektāshābād. Trakten runt Bektāshābād består till största delen av jordbruksmark.